# Мелані Жолі
Мелані Жолі (фр. Mélanie Joly; нар. 16 січня 1979, Монреаль, Квебек, Канада) — канадська юристка, політична та державна діячка. Член Ліберальної партії Канади. Член Палати громад Канади від виборчого округу Анунтсик — Картьєвіль. Чинна міністр закордонних справ Канади з 26 жовтня 2021 року. У минулому — міністр економічного розвитку та офіційних мов Канади та міністр, відповідальна за Федеральну ініціативу економічного розвитку Північного Онтаріо (2019–2021), міністр туризму, офіційних мов та Франкофонії Канади (2018–2019), міністр у справах спадщини Канади (2015–2018). Брала участь у виборах мера Монреаля 2013 року, посівши друге місце.

## Життєпис
Мелані Жолі народилася 1979 року в північному районі Монреаля Ахунцич. Батько Мелані Жолі — Клемент Жолі, бухгалтер, який був президентом фінансового комітету Ліберальної партії у Квебеку та менеджером Управління безпеки повітряного транспорту Канади з 2002 до 2007 року.
2001 року Мелані Жолі здобула ступінь бакалавра в галузі права в Університеті Монреаля, а 2003 року — ступінь магістра в галузі порівняльного та публічного правознавства в Оксфордському університеті.
На початку своєї кар'єри Жолі займалася юридичною практикою у двох великих юридичних фірмах Монреаля. Здебільшого вона працювала у галузі цивільного та комерційного судочинства.
2013 року була призначена головою Консультативного комітету Квебеку у передвиборчій кампанії Ліберальної партії Канади під керівництвом Джастіна Трюдо.
Також 2013 року Жолі заснувала партію «Vrai changement pour Montréal» та висунула свою кандидатуру на участь у виборах мера Монреаля. 3 листопада вона набрала 26,50 % голосів виборців, поступившись переможцю Дені Кодеру.
2015 року Жолі залишила муніципальну політику та оголосила про свій намір брати участь у федеральних виборах 2015 року від Ліберальної партії. Жолі ввійшла до парламенту від округу Анунтсик — Картьєвіль з 47,50 % голосів. Того ж року її призначили міністром канадської спадщини.
18 липня 2018 Жолі стала міністром туризму, офіційних мов та Франкофонії. У грудні 2019 обійняла посаду міністра економічного розвитку та офіційних мов та міністра, відповідального за Федеральну ініціативу економічного розвитку Північного Онтаріо.
26 жовтня 2021 року отримала портфель міністра закордонних справ Канади, змінивши на посаді Марка Гарно.
Є авторкою книги «Changing the Rules of the Game», у якій ділиться своїм баченням державної політики та громадянської активності.

## Нагороди
- Орден княгині Ольги III ст. (Україна, 23 серпня 2022) — за значні особисті заслуги у зміцненні міждержавного співробітництва, підтримку державного суверенітету та територіальної цілісності України, вагомий внесок у популяризацію Української держави у світі.[12]